# 紹斯波特
绍斯波特（直译：「南港」）是英国塞夫顿地区爱尔兰海海边的一座滨海城市，位于利物浦以北26.6千米、普雷斯顿西南西23.8千米处。绍斯波特有约有10万名居民，其中约40%年齡在55岁以上。
在历史上绍斯波特属于兰开夏郡，旅游胜地包括英国第二长的娱乐码头绍斯波特码头、拿破仑三世曾经居住过的林荫大道洛德街和一个1912年开设的娱乐场。
绍斯波特拥有维多利亚式建筑和城市计划的典范，其中包括洛德街、剑桥大厅、市政大厅等。绍斯波特的一个特点是其绿化。19世纪末海斯凯斯家族将其土地让出来给城市发展时提出要求所有街道必须种树，因此市内的许多街道有树木。
在城市的南面有大量沙丘。爱恩斯戴尔的沙丘被设定为英国国家自然保护区和湿地公约保护区。其中的动物包括黄条背蟾蜍和捷蜥蜴。

## 历史

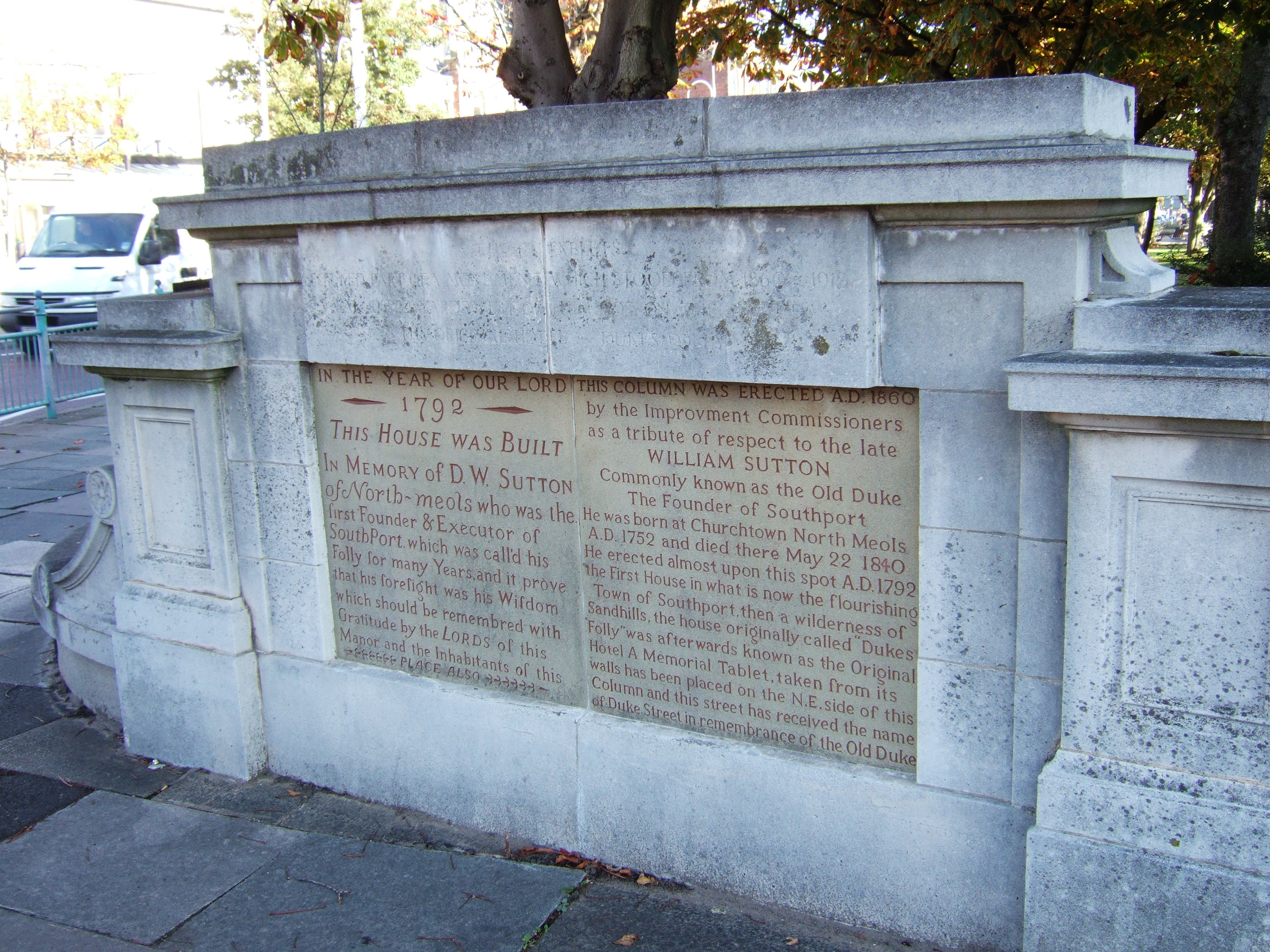
标注威廉·萨顿故居的石碑，位于公爵街（Duke Street）角落

今天的紹斯波特是1792年由威廉·萨顿建立的。但是此前在当地就已经有很久的人类居住史了。《末日审判书》中提到今天城市北部的地区，一些市内的地名来源于維京人。
19世纪里紹斯波特发展迅速，获得了比附近的黑潭更优良的海滨佳地的名声。2006年末当地的游乐场关闭。
紹斯波特的市区依然按照当地的老村庄命名。
1846年至1848年间拿破仑三世住在紹斯波特的主商业街洛德街，此后他回到法国成为法国总统，后来法国皇帝。在他统治期间他下令将许多巴黎市中心的中世纪街道改造为洛德街式的宽阔林荫大道。因此有人认为此举是受到他在紹斯波特时的印象导致的。

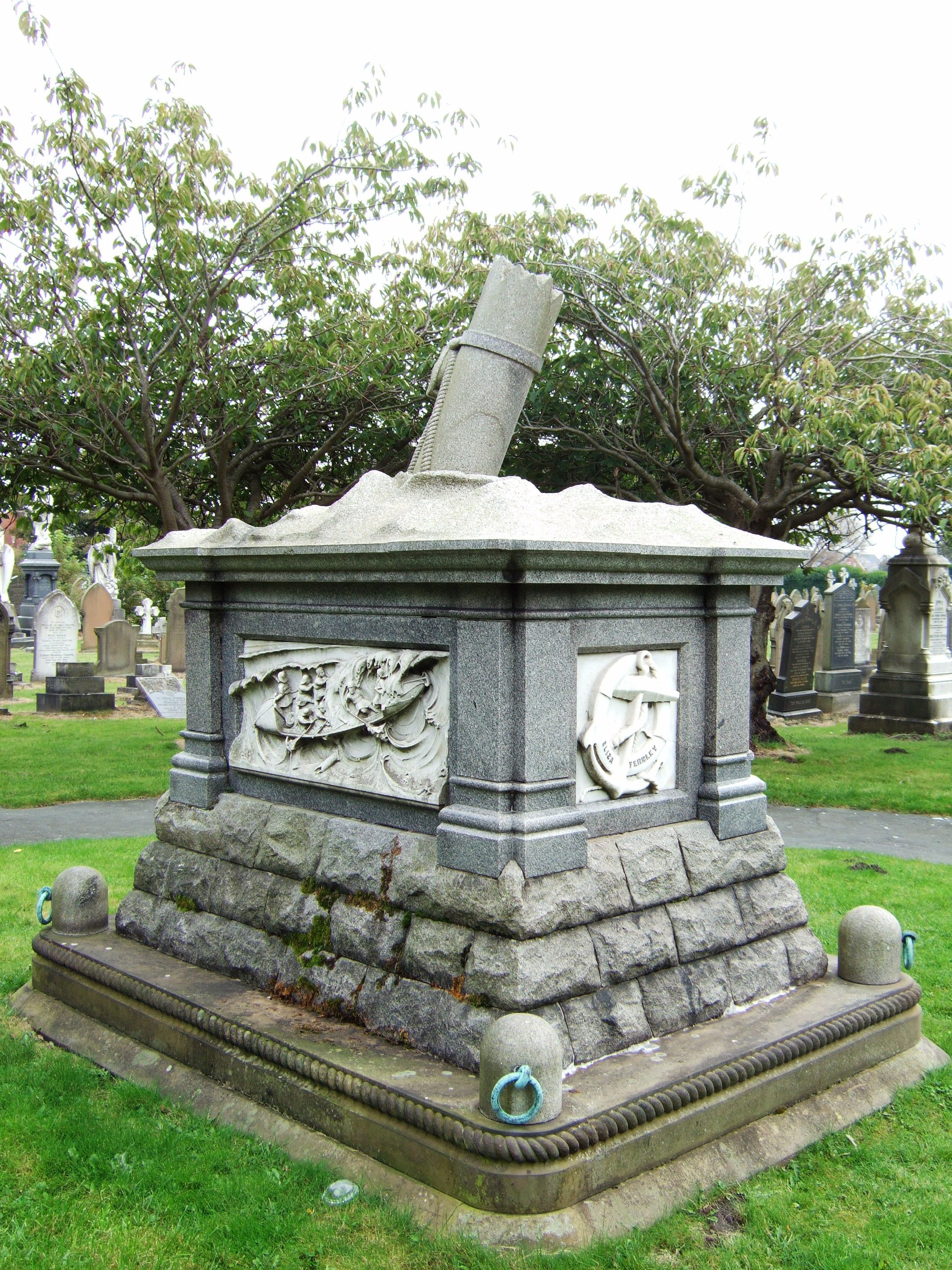
Eliza Fernley救生艇船员的纪念碑

1886年12月9日在紹斯波特的海面上发生了英国历史上最大的救生艇灾难。当夜一艘去往南美洲的货船在紹斯波特外的海面上出现危险。莱萨姆圣安纳斯和紹斯波特的救生艇试图营救。但是由于当时海面上吹着飓风，因此救生艇自己陷入危险。圣安纳斯救生艇上的船员全部遇难，紹斯波特救生艇上仅有两人生还。共28名救生艇船员丧生。今天市内的墓地上有一块纪念碑纪念这次海难，植物园内的博物馆中也有关于这次事件的展览。
1925年皇家全国救生艇协会关闭了其紹斯波特救生站。1980年代末在发生了一系列悲剧后当地家庭募捐购买了一艘新的救生艇。该救生艇与皇家全国救生艇协会无关，也不从该协会获得钱，而是完全依靠公众募捐。

## 地理和气候
紹斯波特位于英格兰西北，其地理位置为53°38′43.44″N 3°0′29.88″W。最近的临近城市是普雷斯顿位于东北约20千米处以及利物浦位于南部约20千米处。
紹斯波特的大多数地方仅高出海面很少，因此部分地区容易受水灾。尤其其海港经常因为高潮造成的大水而被关闭。1997年2月新的防海堤开始建造，2002年全部工程完成。
紹斯波特与英国大多数地区一样是海洋性气候。由于它位于海滨，这里很少下雪，气温很少降到-5摄氏度以下，因此这里也很少上冻。与英国西部其它地区不同的是紹斯波特的降雨适度。

## 政府和政治
政治上绍斯波特是自由民主党的一个据点，在一些地方保守黨也很强。目前紹斯波特的议会代表是一名自由民主党人。
紹斯波特位于历史上的兰开夏郡境内，1866年设立为镇。1911年其人口达到51,643人。1912年周围的两个村被合并入紹斯波特。1915年称为县，从兰开夏郡中独立出来。
1971年按照当地政府白皮书紹斯波特应该丧失其县级行政区地位而成为兰开夏郡的一部分，但是市政府决定加入计划中的塞夫顿地区。
一些居民对这个决定不满。市内不断有跨党派的运动要求退出塞夫顿自立。
2002年当地成立了一个大多数支持从塞夫顿分离出来的紹斯波特党。在2002年的地区性选举中该党赢得三席。但是在2004年的选举中该党丧失了它所有的席位。

## 经济
紹斯波特每年举办许多活动，包括一次年度的飞行展览、花展、露天古典音乐音乐会、多次焰火、一次爵士乐节、一次啤酒节和年度的圣诞节。每年7月12日举办一次橘子游行。

## 媒体
紹斯波特的媒体主要由两个互相竞争的报纸团体和两个电台组成。此外市内还有三份地区性的报纸。一些当地和地区性的杂志也在市内流行。
除两个当地的电台外室内还有一些地方性的电台。
紹斯波特可以收英国广播公司西北的地区性电视和英國獨立電視台的一个电视台。
紹斯波特还有许多网上媒体，包括一份网上报纸。

## 地标

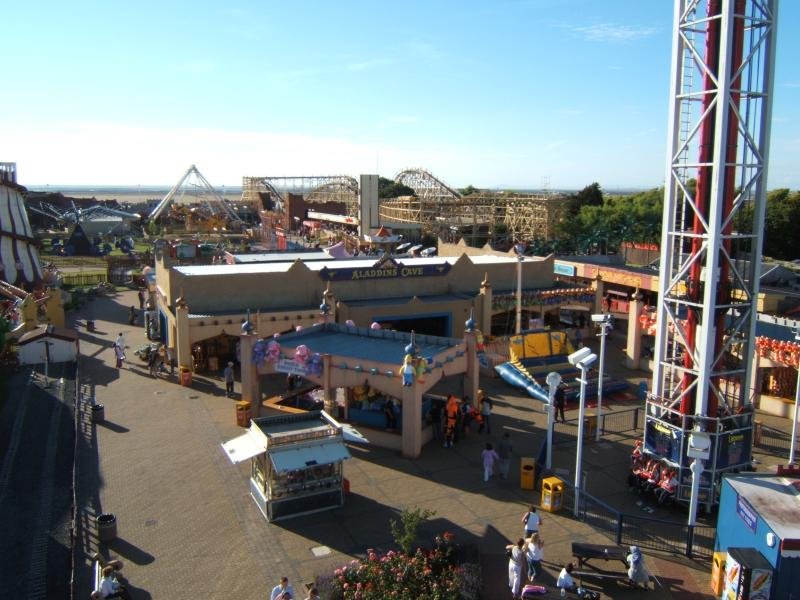
2005年的游乐场

多年来紹斯波特的一个名胜是其1912年设立的游乐场。2006年9月该游乐场关闭。2007年7月一个新游乐场在同地开放。另一个早先的游乐场于1980年代里关闭，今天那里开辟了一个购物中心。
1996年5月模型铁路村开放。每年可以从4月至10月参观。2月、3月和11月的周末在天气允许的情况下也开放。一个早先的模型村在1980年代末被拆除，今天原址上是一座超市。
其它名胜包括一座2007年6月开设的室内水上乐园。
海斯凯斯家族的大厦每年可以从8月14日至9月14日每天下午两点到五点之间参观。这幢大厦的历史可以回推到《末日审判书》的时期，里面有许多有趣的图像和家具。
原发电厂今天是市内的广播电台的总部，位于举办年度花展的维多利亚公园边。

## 交通

### 公路
由于紹斯波特位于海滨，它是一个拉长的居民点，因此通向这里的公路数目有限。
主要通往紹斯波特的公路包括（从普雷斯顿）、（从奥姆斯科克）和（从南向）。
紹斯波特没有直接通往城市的机动车道，其最近的是（从南边，离城市12英里）和（从北边，离城市19英里）。

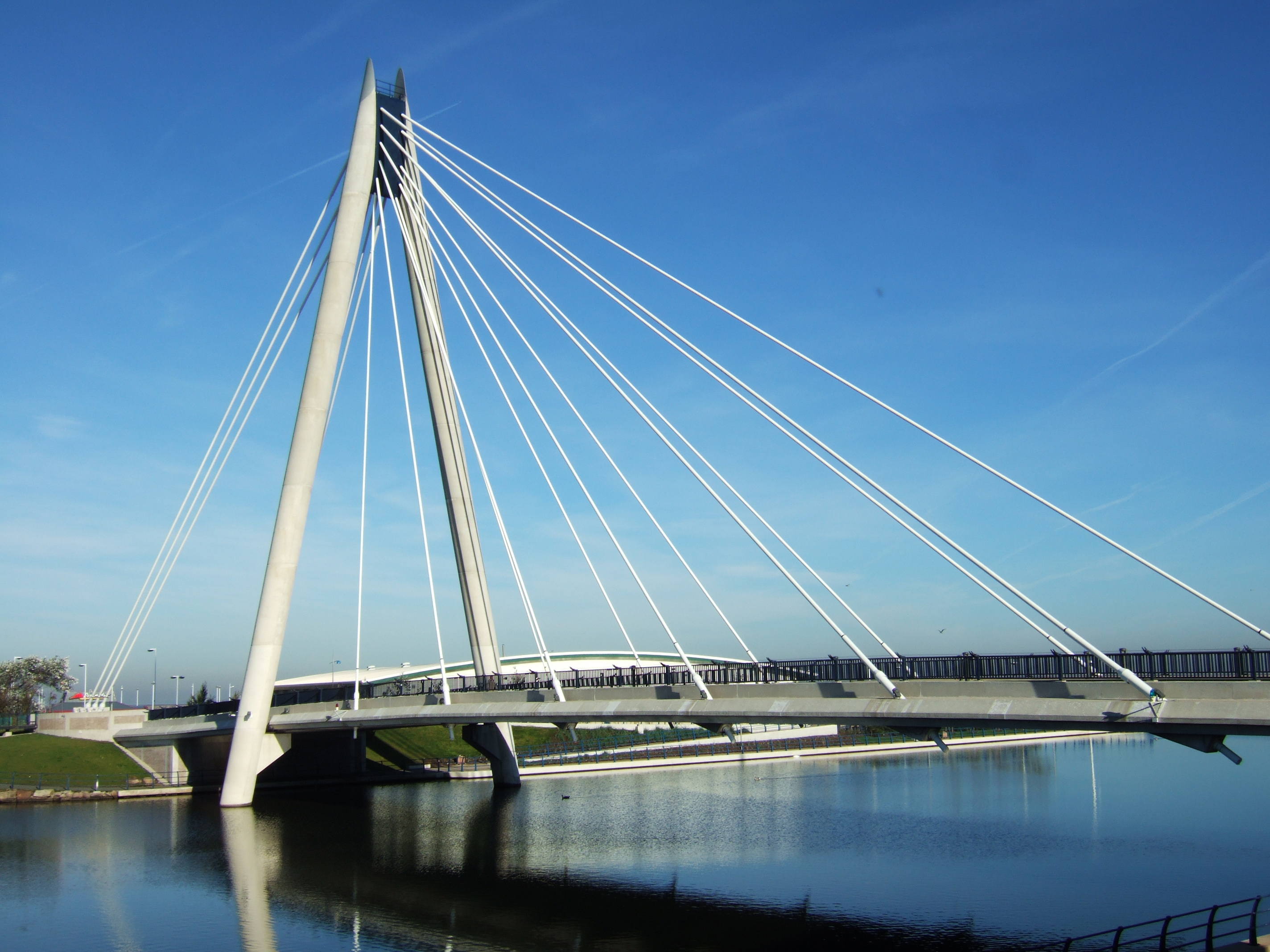
海军路桥

计划建造一座从的东西走向的环绕来减轻紹斯波特主干线的交通，但是这个措施的效果依然有争议。
市中心部分地区近年来进行了很多道路建设，包括2004年5月开放的海军路桥。该桥连接洛德街的购物区与滨海地区。这座150英尺高的桥梁估计造价为五百万英镑。
市内的另一条购物街道也改造成步行街。

### 航空
紹斯波特的沙丘上有一座沙道跑道，多年来被娱乐飞行使用。

## 铁路

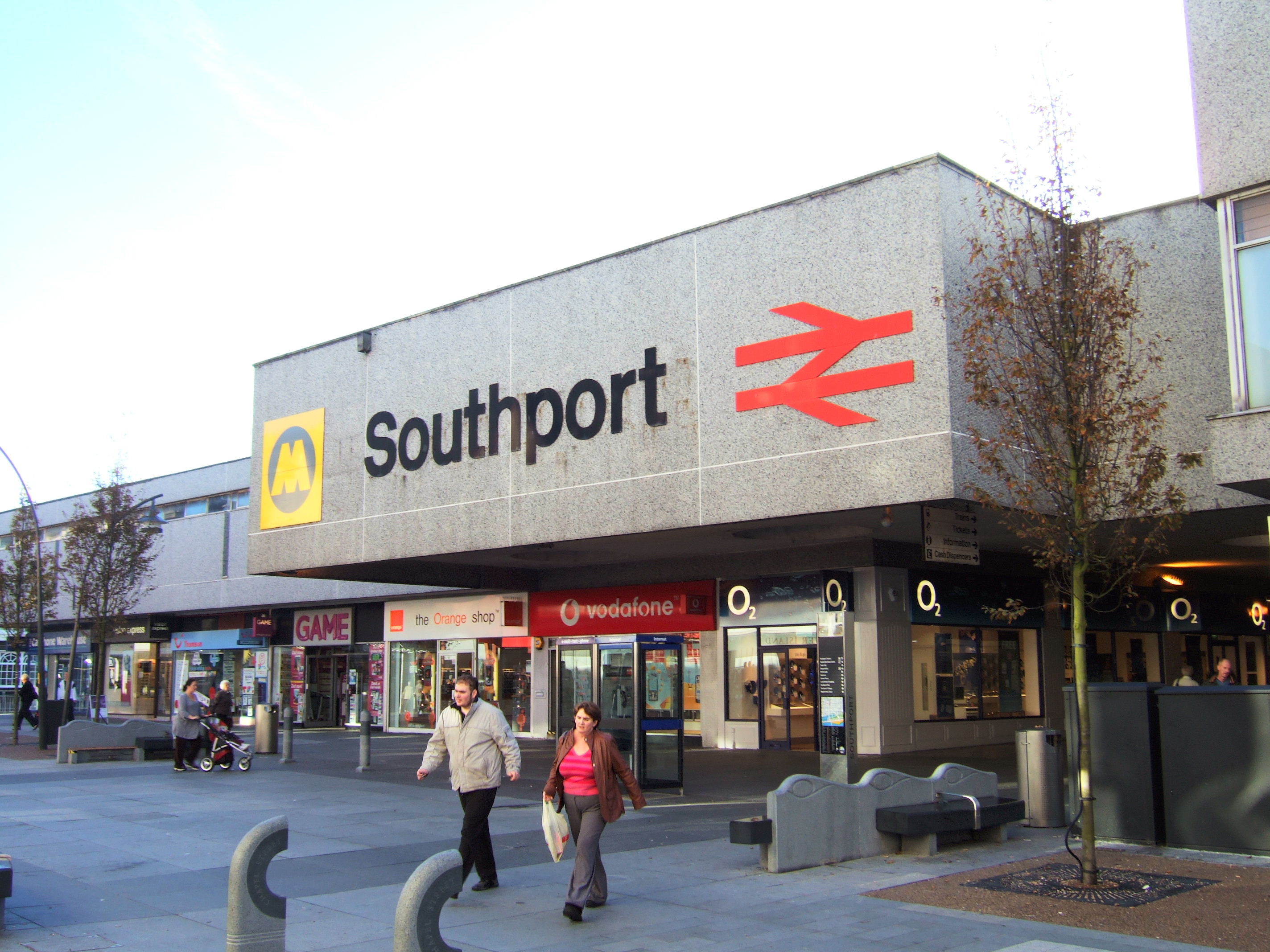
紹斯波特火车站

紹斯波特有一座火车站，从这里经常有电器列车开往利物浦、威根、博尔顿、曼彻斯特、曼彻斯特机场等。
最早通往利物浦的铁路是1848年建造的。通往曼彻斯特的铁路是1855年4月9日开放的。
过去还有两条铁路通往紹斯波特，但是这两条铁路今天均已不营业了。

## 体育

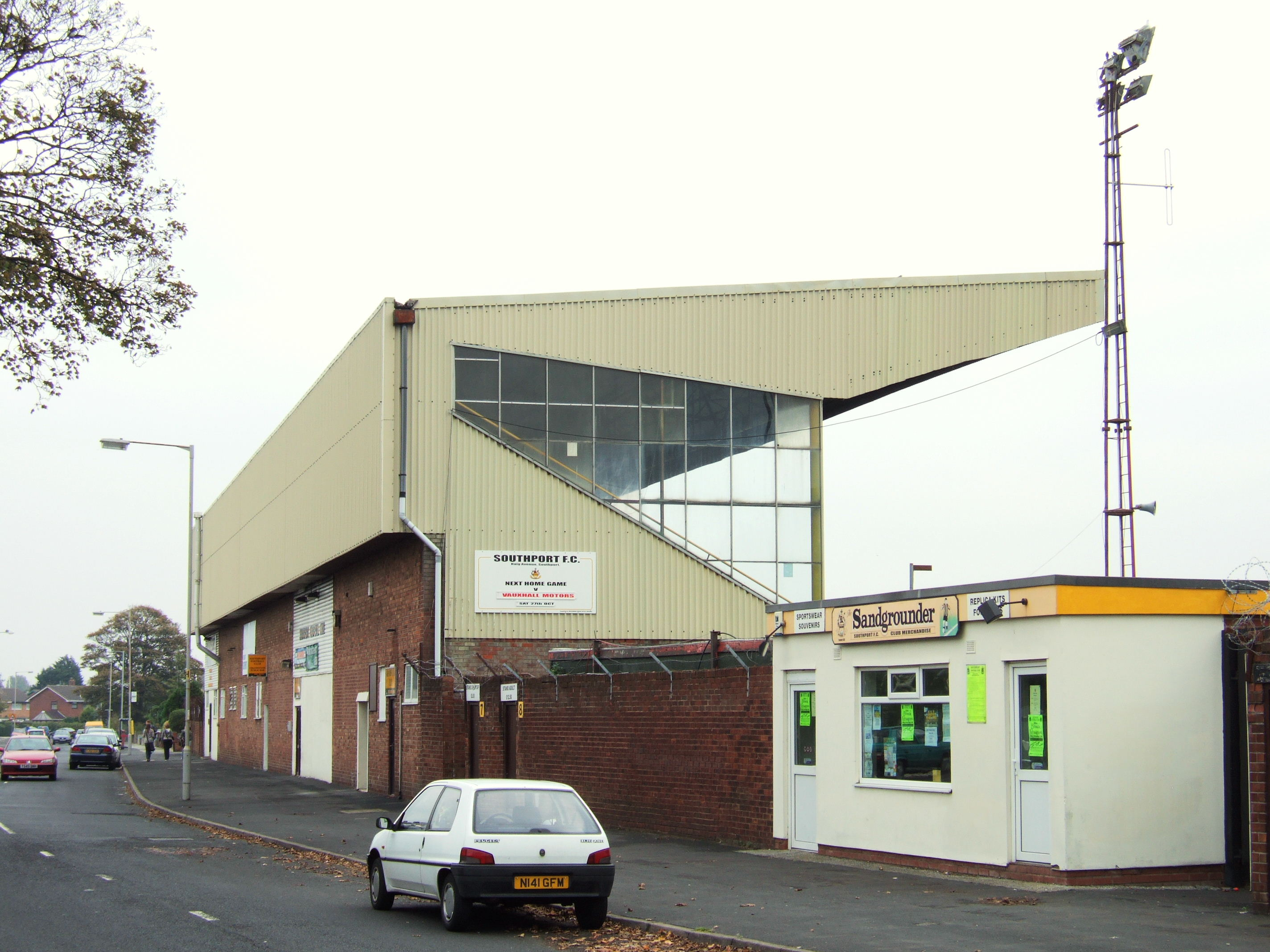
紹斯波特足球俱乐部的主场

紹斯波特的体育不很有名。其修夫港足球會目前参加英格兰北部联赛和地区联赛。当地还有一个橄榄球俱乐部。
紹斯波特的少年足球俱乐部在英格兰西北很有名。
橄榄球的少年队称为紹斯波特鲨鱼队。
紹斯波特最有名的体育是高尔夫球。市南有三座著名的高尔夫球俱乐部（皇家伯克代爾高爾夫俱樂部、紹斯波特和安斯代爾高爾夫俱樂部、山坡高爾夫俱樂部），以及其它许多小的高尔夫球场地。

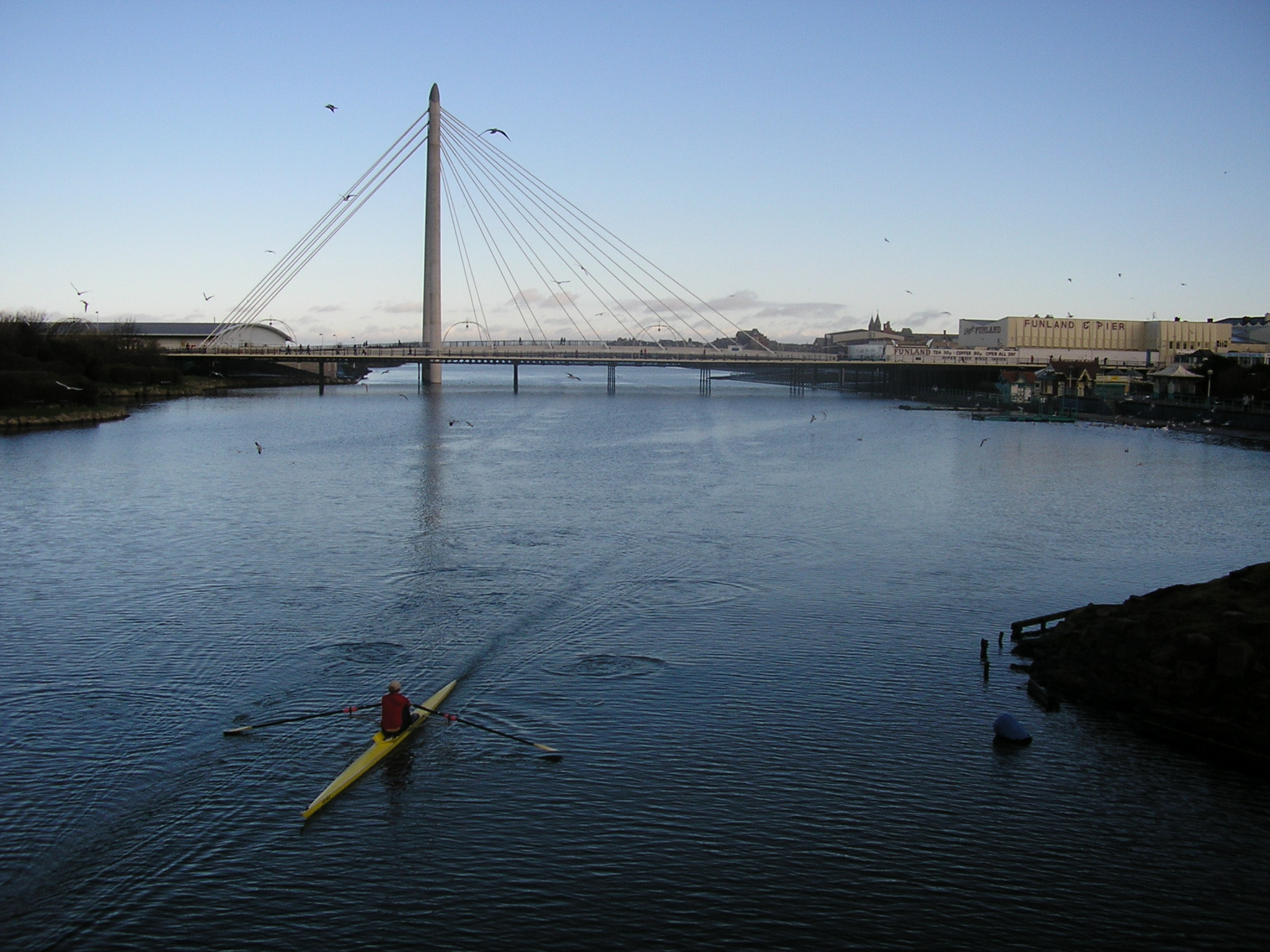
在海军湖划船

紹斯波特滨海的位置使这里也有一些不寻常的体育，比如风筝和风筝滑水。1925年亨利·赛格拉夫（Henry Segrave）在这里创造了一个世界陆上速度纪录。
海军湖位于大海和市中心之间，被用来从事各种水上运动。这里也有一个帆船俱乐部和一个快艇俱乐部。每年举办的帆船比赛有约60至80艘船参加。
湖边充满画意的道路深受自行车运动员的青睐。从这里出发的自行车路一直通到英国东海岸。

## 2024年7月持刀襲擊事件
2024年7月29日上午約11時50分，一名17歲男子持刀在紹斯波特赫德街（Hart Street）的一所正舉行模仿泰勒絲暑期活動的舞蹈學校，向校內的兒童進行施襲，2名女童當場死亡，另一名女童亦在送院後不治；另有最少10名兒童及成人受傷，事後大批民眾到達案發現場外擺放鮮花及毛公仔悼念，英皇查理斯三世伉儷、皇儲威廉伉儷、首相施紀賢以及泰勒絲本人等亦對事件表示震驚及哀悼。
然而，案發後由於網絡上流傳施襲少年有穆斯林身份，導致英國多處城市都出現反穆斯林和反移民的示威，甚至衝擊當地穆斯林團體及警局的衝突事件，最少100人被捕，超過30多名警員受傷。施紀賢及當區國會議員赫爾利隨即對這些伸延出來的暴力事件予以讉責。

## 名人
- 简·阿莱克桑德拉，演员
- 迈克尔·阿伦，作家
- 罗宾·阿斯克威思，演员
- 多拉·布莱恩，演员
- 約翰·卡爾蕭，唱片制作商
- 弗兰西斯卡·哈尔萨尔，游泳运动员
- 苏菲·霍华德，模特儿
- 李·麦克，喜剧家
- 金加·麦肯，赛马训练师
- 大卫·米歇尔，演员
- 安东尼·奎尔，演员和导演
- 米兰达·理查森，演员
- A·J·P·泰勒，历史学家
- 埃德孟·惠泰克，数学家